# 久住琳
久住琳（日语：／ Kusumi Rin，6月17日—）是日本女性聲優，群馬縣出身，畢業於日本播音演技研究所，I'm Enterprise所屬。

## 人物
2016年在第五屆國際聲優競賽「聲優魂」當中獲得最優秀賞。
擁有普通自動車免許（駕照）的資格，愛好卡拉OK。

## 出演作品

### 電視動畫
2020年
- 偶像學園 on Parade！（客）

2021年
- 搖曳露營△ SEASON2（咖啡廳店員）
- 魔法水果籃 The Final（畢業生）
- 美少年偵探團（觀眾）
- Love Live! Superstar!!
- 給不滅的你
- 三角窗外是黑夜（偶像）
- 鬼滅之刃 遊郭篇 （服侍鯉夏的童女）

2022年
- SLOW LOOP-女孩的釣魚慢活-（海凪日和[3]）
- 骸骨騎士大人異世界冒險中（羅蓮）
- SHINE POST（リン、ファン）
- 組長女兒與保姆（萩餅、葵陽菜）
- 徹夜之歌（女僕B）
- 惑星公主蜥蜴騎士（女性朋友）
- 聖劍傳說 Legend of Mana -The Teardrop Crystal-（スマラクト）

2023年
- 飆速宅男 LIMIT BREAK（護士）
- 淪落者之夜（路沙的妹妹）
- 在異世界獲得超強能力的我，在現實世界照樣無敵～等級提升改變人生命運～
- 放學後失眠的你（女學生）
- 出租女友（女大學生）
- 雖然等級只有1級但固有技能是最強的（愛蜜莉·布朗[4]）
- 白聖女與黑牧師（莉莉）
- 堀與宮村 -piece-（女子放送委員）
- AI電子基因（女學生B）
- 能幹貓今天也憂鬱（黑）
- 堤亞穆帝國物語～從斷頭台開始，公主重生後的逆轉人生～（女僕）
- 靠著魔法藥水在異世界活下去！（香〈長瀨香〉[5]）

2024年
- 星際莊的戀愛日記（女子）
- 蠟筆小新（動物E）
- 前輩是偽娘（店員）
- 【我推的孩子】 第2期（護士）
- 噗妮露是可愛史萊姆（學生）
- 青春之箱（部員）

2025年
- 終究，與你相戀。
- 藥師少女的獨語 第2期（瑤）
- Re:從零開始的異世界生活 3rd season（避難所的人）

2026年
- 青梅竹馬的戀愛喜劇無法成立（水萌汐[6]）

### OVA
2021年
- 超次元戰記 戰機少女 ～全是涅普涅普的感謝祭～（觀眾）

### 遊戲
2020年
- 拜託了，不要讓我回到現實！交響舞台（ラルム・スクルシェッロ[1]）

2021年
- 鬼滅之刃 火之神血風譚

2022年
- 閃耀幻想曲（海凪日和）

2024年
- 怪物彈珠（相模）

## 外部連結
- I'm Enterprise （页面存档备份，存于）（日語）